# 巴爾伯峰

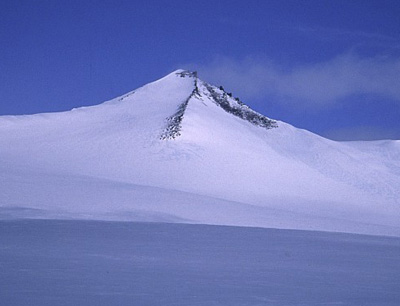
巴爾伯峰

巴爾伯峰（英語：Barbeau Peak）位於加拿大努納福特埃爾斯米爾島，高2,616公尺，是島上的最高峰，也是北極群島的最高峰。山峰以加拿大人類學家馬利烏斯·巴爾伯命名。

## 書目
- Bennett, Jack. . Rocky Mountain Books. 1999: 132–138. ISBN 9780921102700.